# Път на сълзите
Път на сълзите (на английски: Trail of Tears) е етническо прочистване и принудително преместване на американските индианци, повечето от които са от Петте цивилизовани племена, от техните родни места в югоизточните щати в индианската територия (сега Оклахома) на запад. Племето Чоктау е първото презаселено през 1831 г. По пътя индианците страдат от липса на подслон, болести и глад, мнозина умират: само за племето чероки оценката на броя на смъртните случаи по пътя варира от 4 до 15 хиляди. Заедно с индианците, много тъмнокожи хора се преместват в индианските територии – тези, които са били поробени, които са се оженили за индиански племена или които просто са избягали.
Днес пътят със същото име е включен в Националната система на пътеките на САЩ, за да увековечи американската история.

## Предистория
Към 1830 г. петте цивилизовани племена – чероки, чикасоу, чокто, мускоги и семиноли – са били автономни единици в югоизточните Съединени щати. Процесът на тяхната културна трансформация, който е започнат от Джордж Вашингтон и Хенри Нокс, набира скорост; тези племена, особено чероките и чокто, бързо възприемат европейския технологичен напредък и култура. По това време чероките имат свои собствени училища, собствен писмен език, те са приели християнството и издават вестника Cherokee Phoenix и дори се опитват да приемат своя собствена конституция – но по това време те вече са под юрисдикцията на Джорджия.
Законодателните органи на Джорджия, Тенеси, Алабама и редица други южни щати имат свои собствени планове за земите на цивилизованите индианци. Президентът демократ Андрю Джаксън (етнически ирландец) също е поддръжник на премахването на индианците, за да се дадат земите им на бели колонисти. С негово съдействие на 26 май 1830 г. Конгресът на САЩ приема Закона за изселването на индианците, който включва преместването на племена от уседналия и богат югоизток към дивите земи на Великите равнини. От този момент нататък започва кампания за принудително преселване на цивилизовани индианци.

## Преместване
Миграцията на „Петте цивилизовани племена“ по-късно е наречена „Пътят на сълзите“. Този път, който минава през няколко щата на запад по поречието на река Мисисипи, първоначално е получил името си от описание на преселването на племето Чоктау. Всяко от петте племена се мести по различен начин, но всички те са преместени в днешна Оклахома. Племето Чоктау е първото, което е преселено.

## Изгонване на чокто
Племето чокто имало огнища в днешните Алабама, Мисисипи и Луизиана. На 27 септември 1830 г. чокто сключват споразумение с правителството на САЩ, известно като Договора за танцуващите заешки реки. Според договора те отстъпват 45 000 km² от територията си в Мисисипи в замяна на 61 000 km² на запад. Договорът позволява на чокто, които пожелават да станат граждани на САЩ, да останат.
Премахването на 17 000 чокто става на три етапа и завършва през 1833 г. Първата група тръгва на запад на 1 ноември 1831 г. Нехигиеничните условия, гладът и болестите (пневмония през зимата, епидемия от холера през лятото) отнемат много животи: няма точни данни, но числата варират от 2500 до 6000 души. Вестник от Арканзас по-късно цитира лидер на племето, който описва преместването като „следа от сълзи и смърт“.
Около 5000 – 6000 чокто остават в щата Мисисипи, въпреки че и там са претърпели потисничество. Презаселените чокто по-късно формират нацията чокто в Оклахома, а тези, които остават в Мисисипи, формират групата на индианците чокто. Останалите чокто стават първата голяма група неевропейци, получили американско гражданство.

## Изселване на семинолите
Следвайки модела на чокто, натискът върху семинолите започва през 1832 г.; през 1834 г. Мускогес (Creeks) са изселени. Също през 1834 г. е открито злато в страната на чероки. Авторът на Конституцията на чероките и кандидат за лидер на племето, Джон Рос, полага енергични усилия за отмяна на Закона за изселването на индианците, но усилията са напразни. В началото на 1835 г. президентът Андрю Джаксън заплашва индианците, че ако не тръгнат на запад доброволно, ще бъдат принудени с военна сила. През същата година младият вожд Оцеола (криканско-шотландски метис) ръководи съпротивителното движение на семинолите.
Чикасо са депортирани през 1837 г., а през 1838 г. идва ред на чероките. През 1835 г. президентът Джаксън се обръща към представителите на чероки с прокламация: „Приятели мои! Сами виждате какви са т.нар. цивилизации! Отидете в индианската територия отвъд Мисури и живейте живота, който ви харесва!“.

## Черно преместване
Заедно с преселените индианци, много свободни чернокожи и роби (или придружаващи своите индиански господари, или бегълци, присъединили се към индианските племена по един или друг начин) отиват в индианските територии.
В първите години след Пътеката на сълзите статутът на оцелелите чернокожи – както роби, така и свободни – се променя. След като пристигат в индианската територия, Чикасо създават големи ферми, в които използват черен робски труд. Нацията Чикасо признава премахването на робството едва през 1866 г. (законите на САЩ не ги обвързват, тъй като индианската територия е технически извън Съединените щати), след което освободените чернокожи имат гражданство на нацията Чикасо до 1890 г. Бившите роби на нацията Чокто получават статут на „Освободени от Чокто“. Освободените роби от нацията чокто стават граждани на нацията чокто през 1885 г.